# パンが好きすぎる!
パンが好きすぎる!（パンがすきすぎる）は、BS朝日で2021年1月9日から3月27日まで放送していたパン専門番組。

## 放送時間
毎週土曜日、10:30～10:55

## 出演者
- 池田浩明（パンライター・パンラボ主宰）
- 酒井雄二（ゴスペラーズ）
- ナレーション：アンミカ

## 放送リスト
2021年
- クロワッサンを味わう（3月6日）
- フルーツパンを味わう（3月13日）
- チーズパンを味わう（3月20日）
- あんぱんを味わう（3月27日）[1]